# ميلان يوفانوفيتش (لاعب كرة قدم مونتينيغري)
ميلان يوفانوفيتش (21 يوليو 1983 بتشاتشاك في صربيا - ) هو لاعب كرة قدم مونتينيغري في مركز قلب الدفاع. شارك مع منتخب الجبل الأسود لكرة القدم. أما مع النوادي، فقد لعب مع أونيريا أورزيتشيني والنجم الأحمر بلغراد وجامعة كلوج ورابيد فيينا ورادنيتشكي نيش وملادوست لوتشاني ونادي بديده ونادي فاسلوي ونادي لوكوموتيف صوفيا ونادي مشكي بوشان ويونيفرسيتاتيا كرايوفا ونادي فودوفاك ‏ وFK Radnički Beograd ‏ وFK Železnik ‏ وسبارتاك نالتشيك وبوراتس تشاتشاك ‏.

## وصلات خارجية
- ميلان يوفانوفيتش على موقع الاتحاد الدولي (مؤرشف)  (الإنجليزية)
- ميلان يوفانوفيتش على موقع قاعدة بيانات كرة القدم.إي يو (الإنجليزية)
- ميلان يوفانوفيتش على موقع ناشيونال فوتبول تيمز (الإنجليزية)
- ميلان يوفانوفيتش على موقع Soccerway.com (الإنجليزية)
- ميلان يوفانوفيتش على موقع عالم كرة القدم.نت (الإنجليزية)